# Place Saint-François
Pour les articles homonymes, voir Saint-François.
La place Saint-François est une place-carrefour de la ville vaudoise de Lausanne, en Suisse.

## Localisation, accès et transports publics
La place, située dans le quartier du Centre, permet à la circulation et aux transports publics de relier les rues du Grand-Pont et du Grand-Chêne (à l'ouest) à l'avenue du Théâtre et à l'avenue Benjamin-Constant à l'est. Au nord-ouest, la rue Pépinet, à sens unique, descend sur la rue Centrale. De la place partent en outre plusieurs rues piétonnes : la rue de Bourg et la rue Saint-François (à l'angle nord-est), la rue du Petit-Chêne (au sud-ouest) et le passage Saint-François au nord-ouest. Le tunnel piétonnier « est » permet de plus, en passant sous la place, de rejoindre la rue de la Grotte. La place Saint-François est un nœud important des Transports publics de la région lausannoise avec plus d'une dizaine de lignes de trolleybus et de bus s'y arrêtant : 1 2 4 6 7 8 9 12 13 16 17. La place est en outre la station de départ des 6 lignes suburbaines nocturnes du Service Pyjama.
En raison de travaux de rénovation du Grand-Pont, occasionnant sa fermeture de janvier à novembre 2022 pour les véhicules, les trolleybus et bus ont du modifier leurs parcours le temps des travaux.

## Description
La place tire son nom de l'église homonyme qui se trouve en son centre. La zone située au nord et à l'est de l'église est piétonne. Elle accueille les mercredis et samedis une partie du marché de la ville et, au mois de décembre, traditionnellement, le marché de Noël. La zone piétonne est bordée d'immeubles dont le rez-de-chaussée abrite des boutiques, des cafés et une pharmacie. Trois imposants immeubles bordent le sud de la place, de l'autre côté de la route. Il s'agit, d'est en ouest, du bâtiment central de la Banque cantonale vaudoise, du bâtiment principal de la poste et du bâtiment de la banque UBS. À l'angle nord-ouest de la place se trouve l'ancien bâtiment de l'Union de banques suisses, qui abrite des galeries marchandes.

## Histoire

### Avant leXVIIesiècle
Les fransiscains s'installent à Lausanne vers 1258 et y construisent une église et un couvent vers 1270, détruisant pour cela une partie des remparts de la ville. À cette époque, le nord de la place existe vraisemblablement déjà ; on y accède par la rue du Mazel. À la Réforme, le gouvernement bernois remet le couvent et l'église à la ville. L'église sert de fonderie et les frères Jean et François Le Preux y installent une imprimerie.

### XVIIeetXVIIIesiècles
Le 11 août 1664, l'entrée de l'église est le théâtre de l'assassinat de l'homme politique anglais John Lisle, qui a participé en 1649 à l'exécution du roi Charles Ier d'Angleterre.
À la fin du XVIIe siècle, le couvent est démoli. Les cimetières situés au nord et au sud de l'église sont conservés. Un magasin de bois est construit à l'ouest de son entrée, contre le mur d'enceinte. Il est transformé en manège en 1697. Appelé « Académie d'équitation », il jouit d'une grande réputation et participe à l'accroissement du trafic sur la place. Le mur qui sépare le cimetière nord de la rue du Mazel est détruit au début du XVIIIe siècle, élargissant ainsi le nord de la place qui s'appelle alors rue Saint-François. L'augmentation du trafic sur la place motive la construction de nouvelles halles pour le dépôt des marchandises à péages contre la base du clocher, où se trouvait une ancienne chapelle. Ces halles remplacent celles qui se trouvaient dans le bâtiment du manège. Des immeubles et des hôtels particuliers sont bâtis au sud de la place vers le milieu du XVIIIe siècle.

### XIXesiècle
Une partie de l'ancien manège est transformée entre 1806 et 1808 pour accueillir le premier Hôtel des postes. À cet effet est démolie la porte de Saint-François (ou du Chêne) en 1805,.
Un casino est ouvert en 1824. Vers 1828-1830 est démolie la porte d'Ouchy, appelée aussi de Rive ou Condémine, datant du XVIIIe siècle. Cette porte se trouvait appuyée au chevet de l'église Saint-François, soit en haut de la "Descente d'Ouchy", l'actuelle rue de la Grotte. Afin de décharger Saint-François des chars de paille et de foin qui y stationnent les jours de marché pour y faire peser leur chargement, il est décidé de transférer le poids public à la place Chauderon en 1830. Saint-François devient la gare terminus des diligences qui partent de Lausanne ou arrivent de Berne, de Genève ou de Paris.

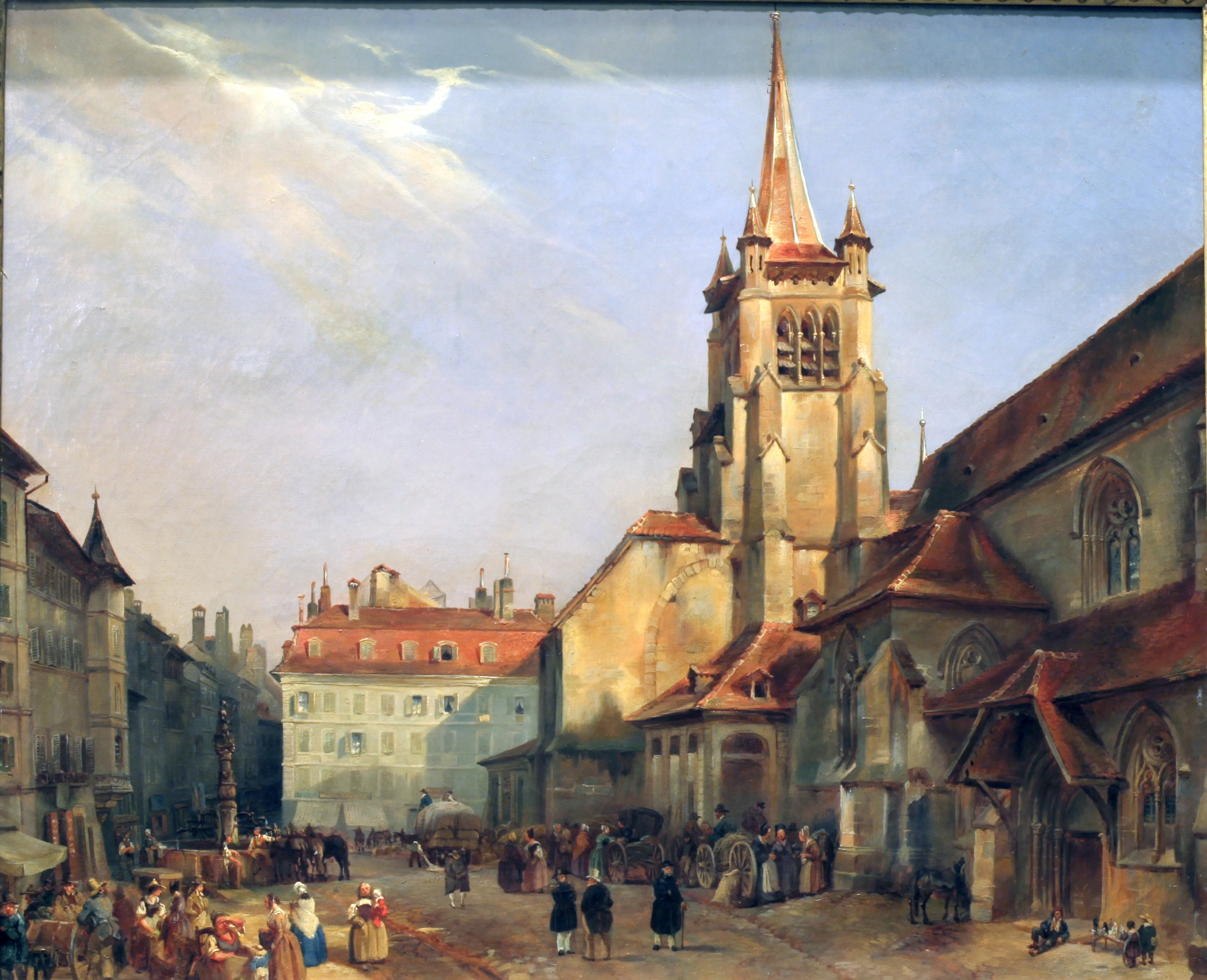
Le nord de la place Saint-François vue de l'ouest vers 1840. On aperçoit le début de la rue de Bourg derrière la fontaine.

En 1836, Adrien Pichard, ingénieur cantonal vaudois, conçoit ce qu’il appelle la « traversée de Lausanne ». Il propose de créer un boulevard annulaire à faible dénivellation, qui envelopperait la cité médiévale et sur lequel viendraient se greffer les grandes artères internationales. La « ceinture Pichard » nécessite notamment la construction d'un pont sur le Flon pour relier l'est et l'ouest de la ville. Le pont Pichard, qui prendra par la suite le nom de Grand-Pont, est terminé en 1844 ; il relie Saint-François à la place Bel-Air. L'augmentation du trafic qui en résulte transforme la place, accroissant son rôle de gare routière et marchande et la muant en centre hôtelier : l'hôtel Gibbon est ouvert en 1839 au sud-ouest de la place, l'hôtel Bellevue en 1843, l'hôtel du Grand-Pont en 1844 et l'hôtel des Messageries en 1858. Néanmoins, la construction de la gare de Mornex, plus au sud-ouest, en 1856, et l'ouverture de la ligne ferroviaire vers Berne en 1862 réduisent le trafic sur la place : le train ôte une partie des voyageurs et des marchandises transportés jusque là en diligence.
En 1850, de nouvelles routes sont construites entre Saint-François et la place de l'Ours. Le service des péages est transféré entre la Caroline et la place de l'Ours, ce qui contribue à la réduction de la circulation à Saint-François. La place est nivelée en 1855 ; pendant les deux années suivantes, les escaliers du temple sont restaurés, un trottoir est installé le long des immeubles, la chaussée est pavée et une nouvelle fontaine voit le jour près du clocher. Cette dernière est transférée à la place du Faucon en 1861 pour être remplacée par une autre, de style néogothique. En 1863, un nouveau bâtiment des « postes et messageries » est construit à la place de l'Hôtel des postes, à l'angle entre la rue Pépinet et le Grand-Pont, mais plus en retrait. Il est inauguré en décembre 1864.

Le bâtiment des « postes et messageries » vers 1885. À sa gauche se trouve le Grand-Pont, et à sa droite descend la rue Pépinet.
La place vue de l'ouest vers 1885, avec l'hôtel Gibbon à droite.
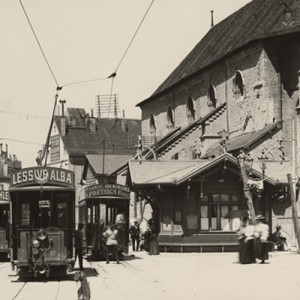
Le kiosque, reproduisant le style d'un chalet, en 1897.

Le casino, qui ferme la place à l'est, devient le siège du Tribunal fédéral entre 1875 et 1886. Le bâtiment est démoli en 1891, libérant par la même occasion un espace allant jusqu'à l'avenue du Théâtre. En 1899, la ville décide de ne pas reconstruire sur ce dégagement qui est intégré à la place, augmentant d'autant sa superficie, qui inclut alors les édifices situés à l'est de l'ancien casino. Vers 1891 toujours, un kiosque à fruits et légumes en forme de chalet est installé au pied du clocher.
Au printemps 1882 apparaît l'éclairage électrique dans deux magasins à Saint-François. Le 5 mai 1882, la Feuille d'avis de Lausanne indique : « Hier au soir, de nombreuses personnes s'arrêtaient devant le magasin de M. A. Aubert, horloger, place Saint-François, éclairé par la lumière électrique. C'est la première fois que l'on voit l'électricité appliquée d'une façon aussi brillante et aussi pratique. Depuis quelques jours déjà, la Société vaudoise d'électricité éclaire la brasserie Leysinger, rue Saint-François, par 20 lampes Swan, dont deux sont placées dans l'eau, ce qui attire vivement l'attention des nombreux visiteurs. Pour répondre aux premières demandes, la Société vient de terminer une installation pour 200 lampes Swan, à la rue Caroline no 2. Cette installation comprend une turbine de 20 chevaux de force, mise en mouvement par les eaux du lac de Bret, et faisant 600 tours par minute. Ce moteur hydraulique actionne quatre machines dynamo-électriques de Grammes, qui transforment le travail mécanique en électricité. Celle-ci est transformée aux lampes par des fils de cuivre qui peuvent atteindre plus de mille mètres de longueur sans inconvénient pour l'éclairage ». La Société vaudoise d'électricité vend même des tickets à 50 centimes l'entrée pour la visite des machines. La Feuille d'avis de Lausanne conclut par une note sceptique par rapport à l'éclairage au gaz en déclarant : « Nous ne sommes pas de ceux qui affirment que la lumière électrique détrônera le gaz, mais ce que l'on peut prévoir, c'est que la concurrence des différents systèmes d'éclairage en fera baisser le prix, ce qui sera profitable à toute la population commerçante de notre ville »,,. 
En 1895 commence une grande mutation de la place, déterminée en grande partie par le projet d'installation de lignes de tramways par la Société des tramways lausannois créée la même année : les hangars situés perpendiculairement au chœur de l'église, du côté sud, sont démolis, tout comme les vestiges de l'ancien manège. Le réseau est inauguré en 1896. En parallèle sont démolis également la villa La Grotte ainsi que la maison Polier de Saint-Germain, au sud de la place, pour faire place au nouvel Hôtel des postes, imaginé par l'architecte Eugène Jost, dont la construction débute en 1896. Un nouveau kiosque est installé la même année,. Dans l'ancien immeuble des postes s'installe le Grand Bazar Universel. La construction du siège de la Banque cantonale vaudoise débute en 1898 au sud-est de la place.

### XXeetXXIesiècles
La mutation commencée en 1895 continue au début du XXe siècle avec l'ouverture du nouvel Hôtel des postes en 1901, la restauration de la façade sud de l'église qui reçoit de nouveaux arcs-boutants en 1902, l'aménagement de la zone située au sud de l'église, l'ouverture de la Banque cantonale vaudoise (à l'est de la place) et la démolition du Grand Bazar Universel en 1903. L'hôtel du Grand-Pont est démoli vers 1910, remplacé en 1912 par l'immeuble de la Banque nationale. En parallèle, l'hôtel Gibbon est surélevé et reçoit une nouvelle façade et le bâtiment des Grands Magasins Bonnard est construit sur l'emplacement de l'immeuble Marcel. Un nouveau kiosque Art déco est érigé en 1913 ; il sert de point de vente pour les tramways lausannois. L'ancien est transféré sur la place du Tunnel.
En 1920 est démoli l'hôtel Gibbon qui cède sa place au bâtiment de la Société de banque suisse, édifié plus en retrait en 1923 à l'angle entre la place et la rue du Petit-Chêne. L'Union de banques suisses inaugure l'année suivante son bâtiment, situé à l'angle entre la rue Pépinet et le Grand-Pont. En 1930 est démolie la maison Bugnion, datant du XVIIIe siècle (où habita notamment Pierre-Maurice Glayre), à l'angle des rues du Grand-Chêne et du Petit-Chêne, qui avait été construit dans le même alignement que l'hôtel Gibbon. Là aussi, le nouveau bâtiment est construit plus en retrait, dans le but d'élargir la rue du Grand-Chêne. Le nord de la place est pavé en 1932. Au nord de la place sont remplacés les bâtiments de l'hôtel des Messageries (en 1940) et du café Schutz (en 1949). Depuis 1929, des bus se substituent progressivement aux tramways à Lausanne. Les lignes de trams passant par Saint-François sont remplacées par des trolleybus entre 1961 et 1964.
Sur la proposition de l'ingénieur en transport Olivier Keller le 30 juillet 1962, la rue Saint-François (au nord de l'église Saint-François) et la partie inférieure de la rue de Bourg, jusqu'à la rue du Lion-d'or (soit 240 m), deviennent piétonnes. Il s'agit de la première zone piétonnière de Suisse. Elle est par la suite agrandie et, depuis 1980, le trafic automobile et les transports publics se partagent la voie passant au sud de l'église,,.
À la fin des années 1970 sont construits deux passages souterrains. Le premier, nommé tunnel Ouest, relie la place à la rue du Petit-Chêne et le second, nommé tunnel Est, relie la place à la rue de la Grotte. En 2019, d'importantes rénovations ont lieu dans le tunnel est pour le rendre plus convivial.
En 1978, des travaux d’aménagement sont faits sur la place St-François, et le kiosque, sous peine d’être détruit, est déplacé de quelques mètres. Entre 1980 et 1990, il accueille le bureau de renseignement des transports publics, un guichet d’informations, ainsi que le bureau des objets trouvés. Après avoir été délaissé pendant les années 1990, il est entièrement rénové en 2012 pour faire place à un petit café et son horloge, qui était conservée au Musée historique de Lausanne, retrouve sa place d'origine.

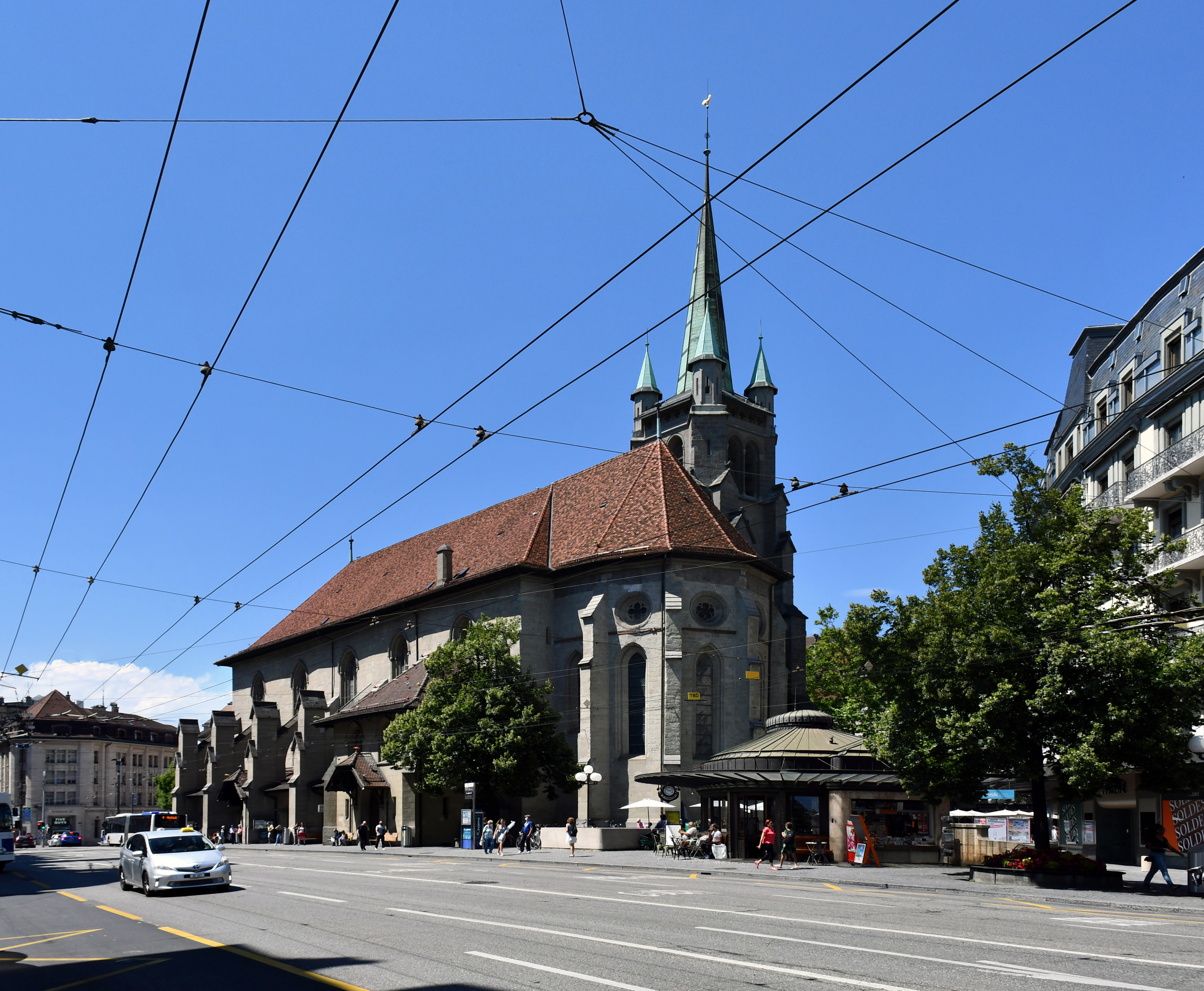
L'église réformée Saint-François.
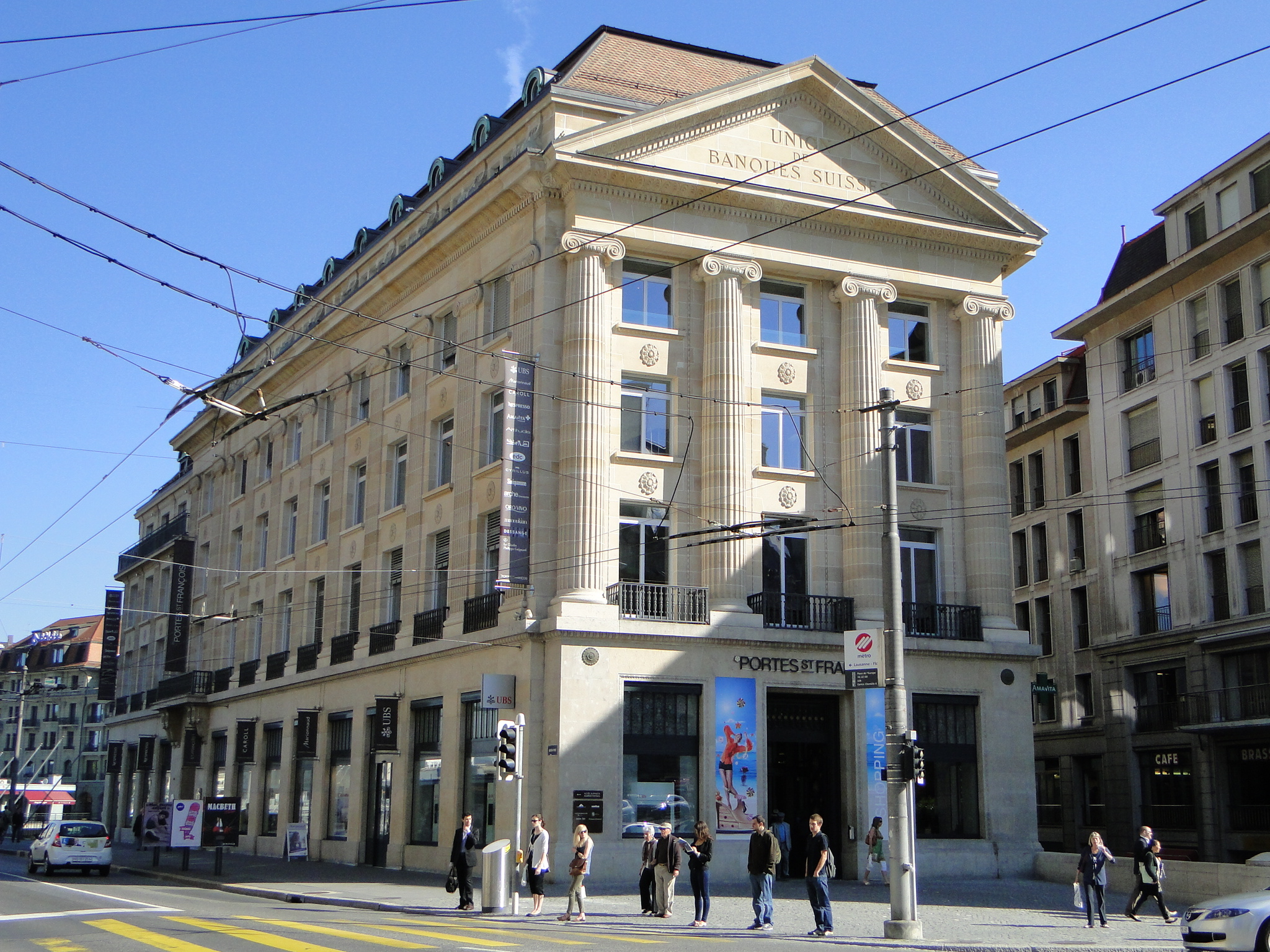
Le bâtiment de l'Union de banques suisses, disparue en 1998, photographié en 2011. Il abrite un centre commercial.
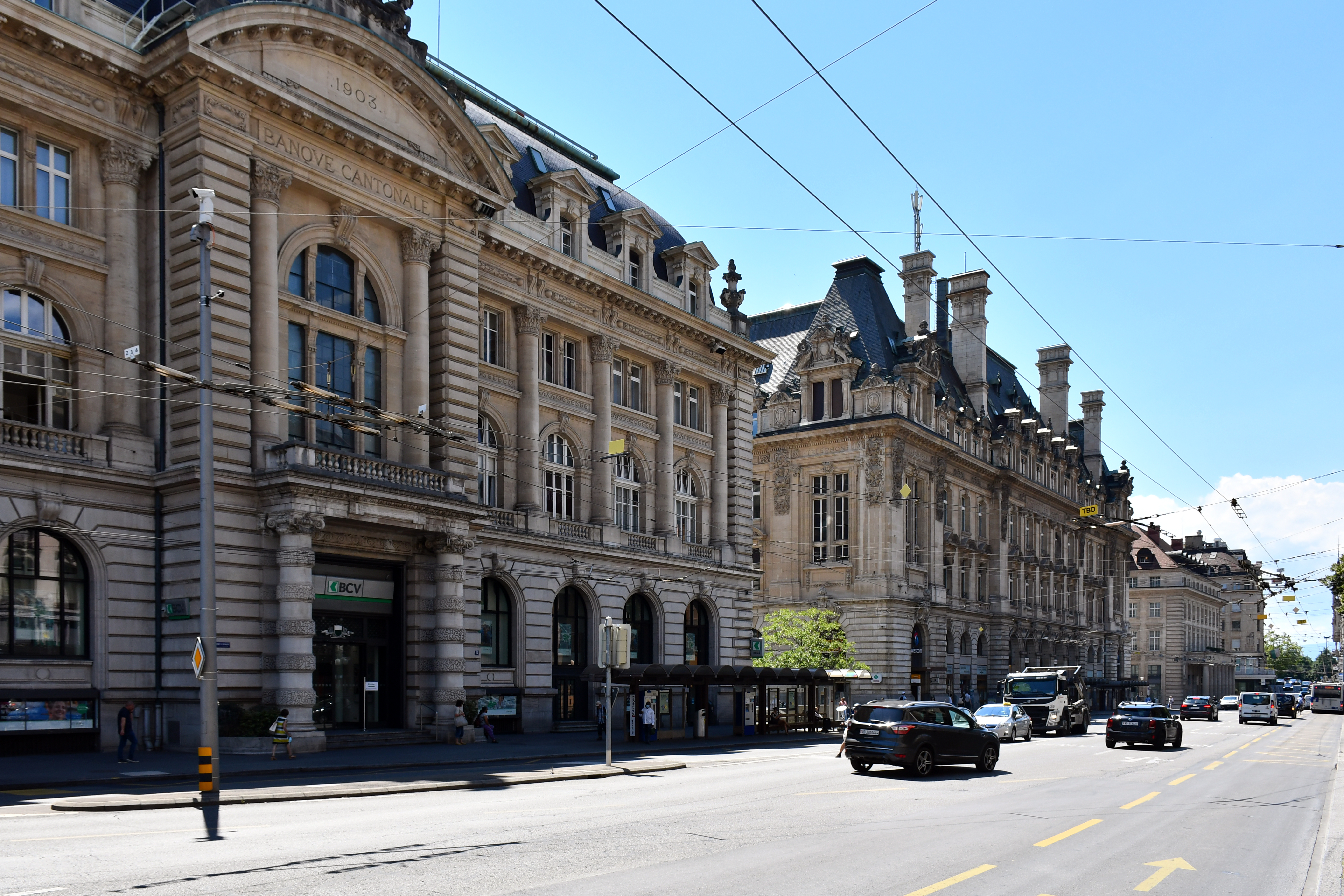
Le sud de la place vue de l'est en 2020 : au premier plan, le siège de la Banque Cantonale Vaudoise, puis l'Hôtel des Postes et, au fond, le bâtiment de la banque UBS.
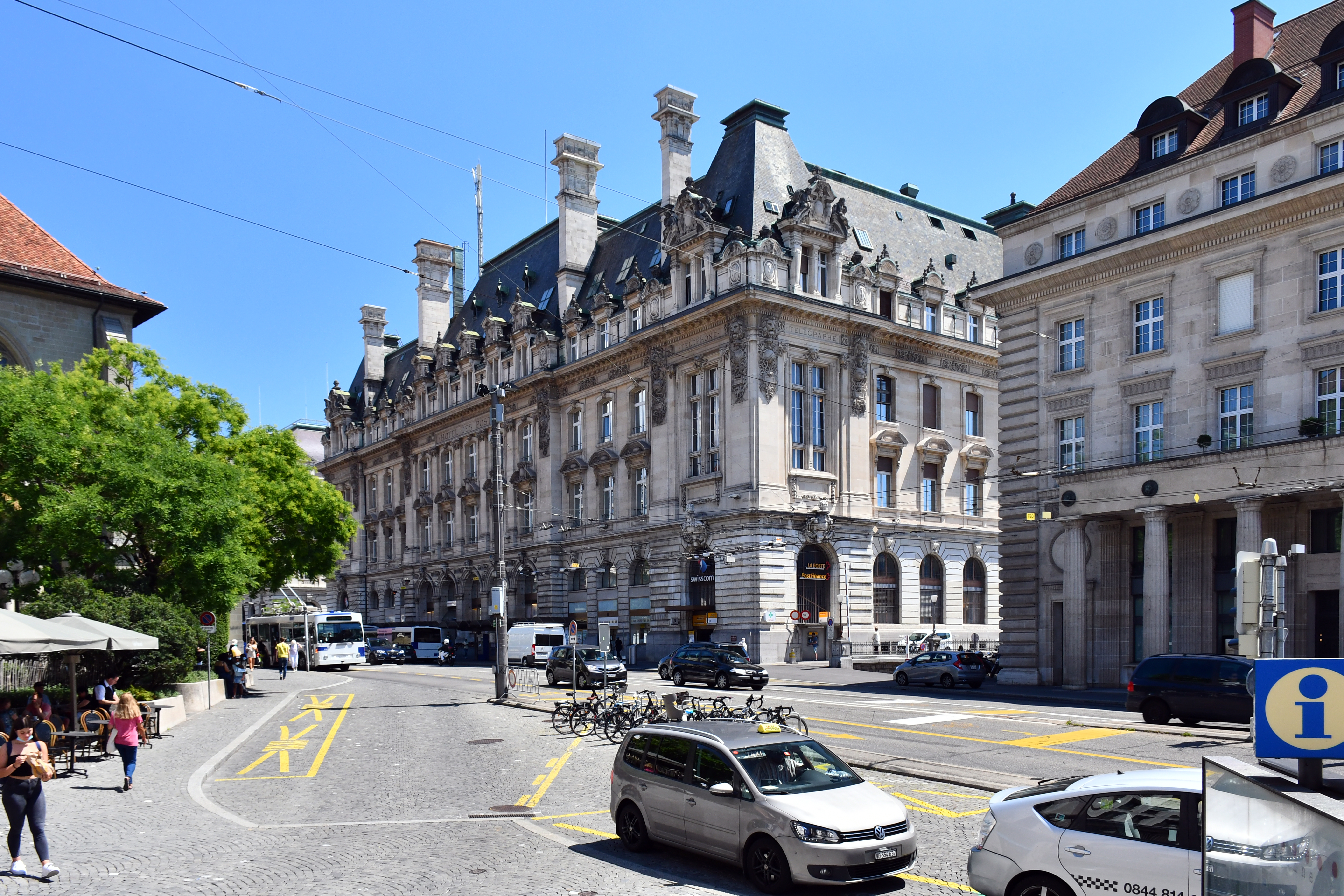
L'Hôtel des postes (à gauche) et la banque UBS.
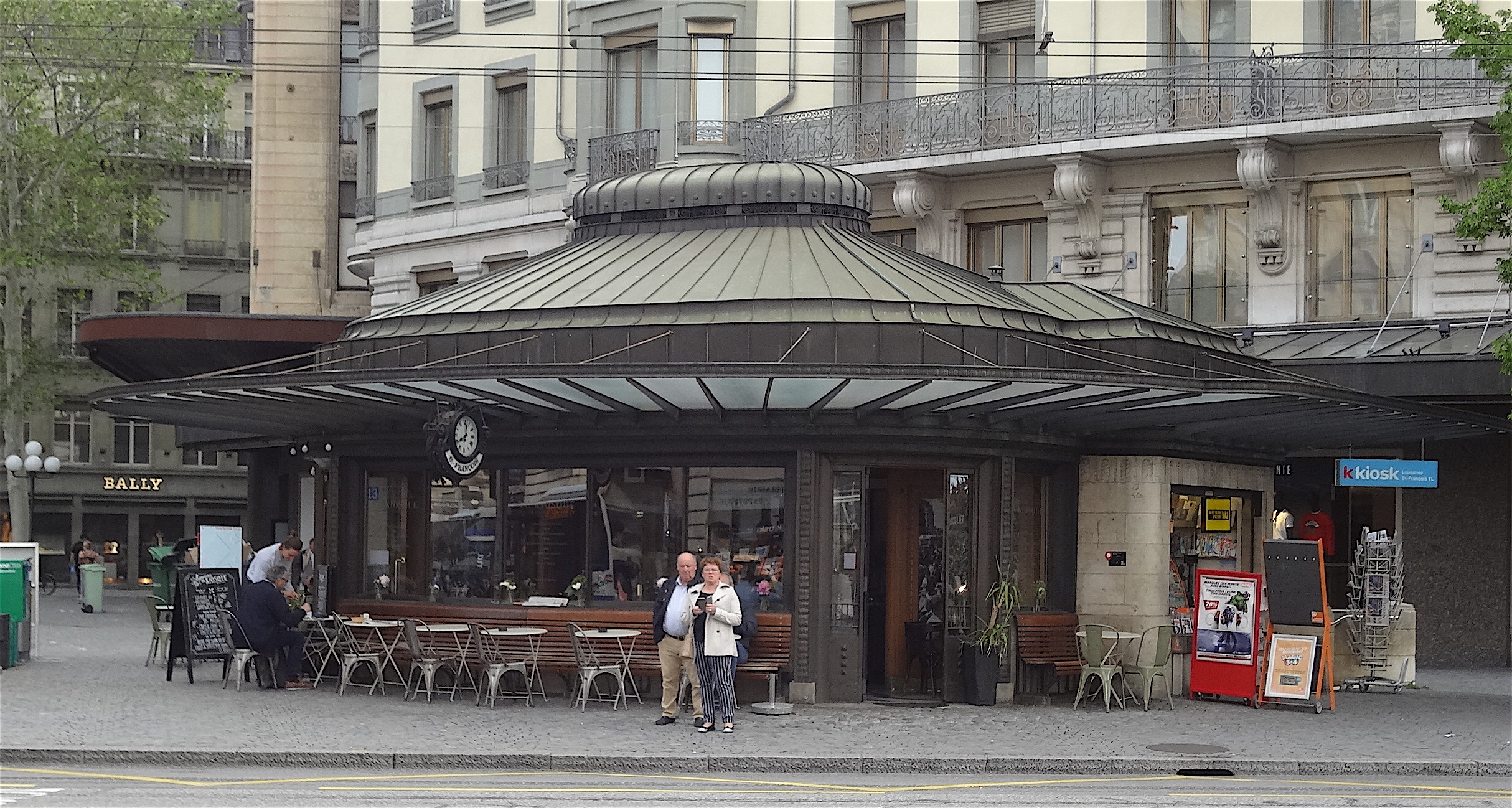
Le kiosque Art déco en 2019.

## Géologie
La place Saint-François est bâtie sur une couche de moraine qui s'étire du quartier de Béthusy jusqu'au bas de la ville à la Maladière, qui repose, elle-même, sur une couche de molasse. Des sondages effectués entre 1978 et 1980 révèlent une composition du sol faite de 58 % de sables limoneux, 34 % de limons sableux et 8 % de graviers sableux. Pour les sables limoneux, ils sont composés à 55 % d'éléments ayant une granulométrie supérieure à 60 μm de diamètre, et donc respectivement 45 % d'éléments ayant une granulométrie inférieure à ce diamètre et pour les limons sableux ces proportions sont de 20 % pour une granulométrie au diamètre supérieur à 60 μm et respectivement 80 % pour les éléments au diamètre inférieur.

### Autres références
1. ↑  « Plan du réseau », sur t-l.ch (consulté le 30 mai 2020).
2. ↑  Travaux du Grand-Pont, ville de Lausanne
3. ↑  Cindy Mendicino, « Saint-François: ses terrasses, son marché », 24 Heures,‎ 3 avril 2019 (lire en ligne, consulté le 2 juin 2020)
4. ↑  « Fêtes de Noël à Lausanne », sur noel-lausanne.ch/ (consulté le 7 mai 2012).
5. ↑  « Portes St-François – galeries marchandes », sur portesstfrancois.ch (consulté le 2 juin 2020).
6. ↑  « Lausanne (St-François) », sur orgues-et-vitraux.ch (consulté le 30 mai 2020).
7. ↑  Paul Bissegger, Ponts et pensées. Adrien Pichard (1790-1841) : Premier ingénieur cantonal, vol. 147, Lausanne, Bibliothèque historique vaudoise, coll. « Bibliothèque historique vaudoise », 2019, 768 p. (ISBN 978-2-88454-147-3), p. 481-489
8. ↑  Électricité, 24 heures, (page 5), 5 mai 1882. Archive Bibliothèque cantonale et universitaire (Lausanne)
9. ↑  Société vaudoise d'électricité. Lumière électrique, carte d'entrée, La Revue, (page 4), 1er mai 1882, Archive Bibliothèque cantonale et universitaire
10. ↑  SIL, un peu d'histoire de 1846 à aujourd'hui, Ville de Lausanne
11. 1 2  « Histoire »(Archive.org • Wikiwix • Archive.is • Google • Que faire ?), sur t-l.ch (consulté le 1er juin 2020).
12. ↑  Jean-Pierre Thévoz, « La belle maison d'angle d'autrefois », Nouvelle revue de Lausanne,‎ 4 novembre 1989, p. 15 (lire en ligne, consulté le 31 mai 2020).
13. ↑  « Rue St-François et rue de Bourg : défense de circuler et de stationner », Feuille d'avis de Lausanne,‎ 25 juillet 1962, p. 11 (lire en ligne, consulté le 31 mai 2020).
14. ↑  Emmanuel Borloz, « Olivier Keller, pionnier du transport urbain, n'est plus », 24 Heures,‎ 3 août 2017 (lire en ligne, consulté le 31 mai 2020).
15. ↑  Laurent Antonoff, « Il en faut peu pour lever le pied sous Sainf' », 24 Heures,‎ 27 mai 2019 (lire en ligne, consulté le 31 mai 2020).
16. ↑  « Les 6 secrets de Lausanne », sur lausanne-tourisme.ch, 13 février 2020 (consulté le 31 mai 2020).